# Avenida del Gran Capitán (Córdoba)
La Avenida del Gran Capitán, también conocida popularmente como Bulevar del Gran Capitán, es una de las calles más importantes de la ciudad de Córdoba (España).
Su extremo sur se sitúa en la confluencia de las calles Gondomar y Concepción, frente a la Iglesia de San Nicolás de la Villa. Desde ahí se prolonga hacia el norte en forma de bulevar peatonal hasta llegar a la Avenida de la Ronda de los Tejares. En este primer tramo confluyen en ella las calles Morería, Góngora, Alonso de Aguilar y Conde de Robledo. 
A partir de la intersección de la avenida con Ronda de los Tejares, donde se sitúa la Fuente de los Cubos, la calle está abierta al tráfico en sentido sur, siendo una vía muy transitada por el tráfico. Hasta el soterramiento de las vías del tren, la avenida desembocaba en la avenida de América. En este segundo tramo confluyen a la avenida las calles Reyes Católicos, Fray Luis de Granada, Alhakén II y Benito Pérez Galdós.
El tercer tramo de la Avenida del Gran Capitán lo constituye el tramo comprendido entre la Avenida de América hasta la plaza de la Constancia y la Avenida del Brillante. Este tramo atraviesa el conocido como Vial Norte, teniendo como afluyentes en su parte este la Avenida de la Libertad, calle de la Radio, calle de Doña Berenguela y la calle Abderramán III. En su parte oeste desembocan en la misma la calle Goya y la calle Beatriz Enríquez. 

## Historia

### Siglo XIX
En 1843 se crea una alameda en los terrenos del desamortizado Convento de San Martín, situado frente a la puerta Norte de la Iglesia de San Nicolás de la Villa. Quedaba en alto, con forma de cruz y se cerraba con una verja. 

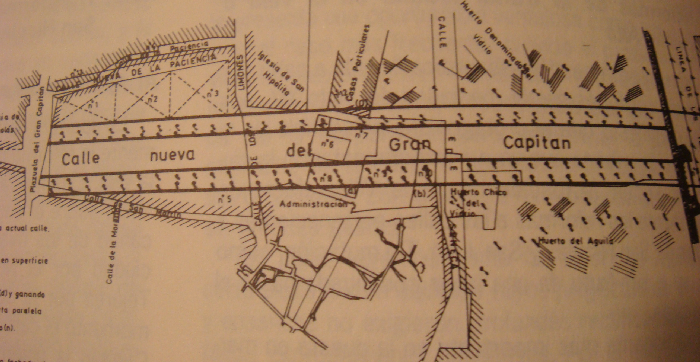
Plano de construcción de la Avenida del Gran Capitán de Pedro Nolasco Meléndez.

Sin embargo, la llegada del tren y la necesidad de crear un espacio amplio que permitiera llegar hasta el mismo, hizo que se planteara la hasta entonces, mayor reforma urbanística que había tenido la Villa. Asimismo un deseo de la burguesía cordobesa por tener un espacio amplio para la creación de un espacio típicamente burgués para que el ferrocarril constituyó un ecelente pretexto
El actual paseo se comienza en 1859 y finaliza en 1862 desde el tramo comprendido entre la actual Ronda de los Tejares, bajo la dirección del arquitecto Pedro Nolasco Meléndez, con intención de llevarlo hasta la muralla, en dirección a la estación de ferrocarril. El proyecto contemplaba además una serie de operaciones de realineación del viario adyacente entre las que destacan la práctica desaparición de la calle de los Limones en su parte intermedia; la desaparición completa de la calle de San Martín, además de la expropiación de diferentes casas frente al actual edificio del Banco de España y la realineación de la calle de la Paciencia.
Fruto de esta reordenación, corresponde la construcción del Café del Gran Capitán y del Gran Teatro, solares cedidos por parte del Ayuntamiento a iniciativas privadas para construir en principio casas, aunque posteriormente derivaron tanto en el café como en el teatro que aún conocemos. 

### Siglo XX

#### Primera mitad delsigloXX
El paseo era un gran eje central peatonal, ajardinado en sus bordes. El 5 de junio de 1907 se inaugura el primer tramo entre la Iglesia de San Nicolás de la Villa y la por entonces llamada Avenida de Canalejas (hoy Ronda de los Tejares)
En el cruce de esta avenida es el lugar elegido para colocar el Monumento al Gran Capitán, inaugurándose el 15 de noviembre de 1923, situándose originalmente en el cruce de la Avenida del Gran Capitán y de Ronda de los Tejares. Poco tiempo después de su inauguración, en 1927 se decide su traslado a la Plaza de las Tendillas, donde se encuentra hoy en día.
En el año 1954 se elimina la hilera de farolas centrales bajo el mandato del alcalde Antonio Cruz Conde para establecer un eje rodado de vehículos que permita el acceso al centro de la ciudad.
Tal y como había ocurrido desde la creación de la avenida a mitad del siglo XX, la Avenida del Gran Capitán destaca por ser centro de paseos y vida social de todos los cordobeses. Gracias a la presencia de dos lugares de encuentro como el Círculo Mercantil y el Círculo de Labradores, así como salones de te como el Salón de Te Dunia o el Hotel Simón, la avenida del Gran Capitán continuó siendo un paseo.

#### Segunda mitad delsigloXX

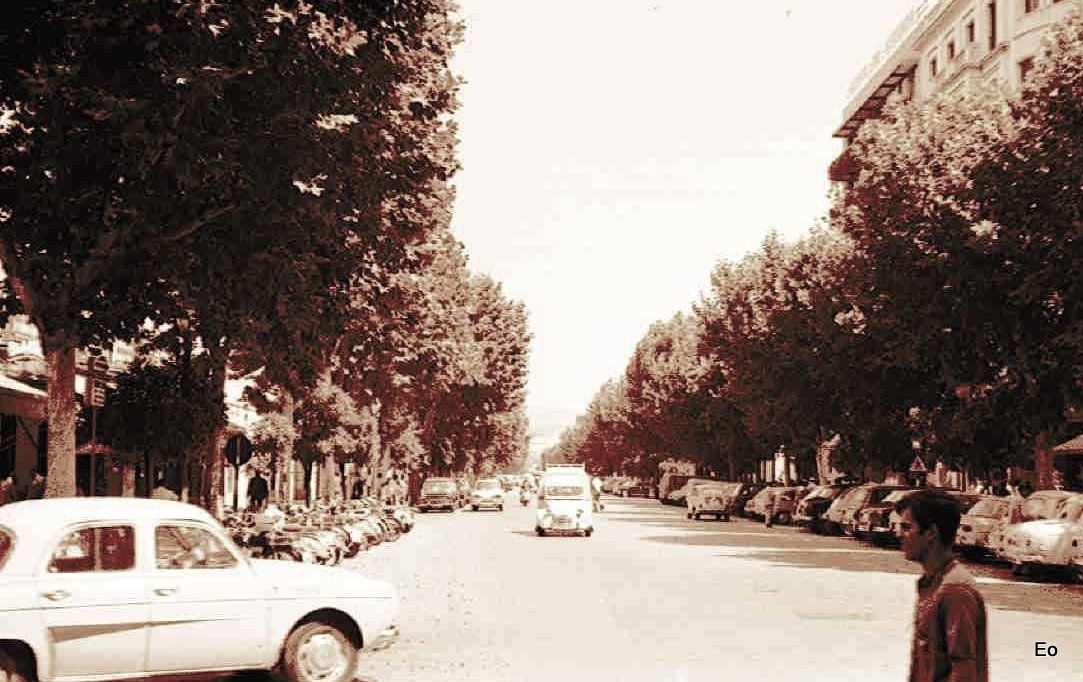
La Avenida del Gran Capitán en una fotografía de alrededor de 1970.

La creciente proliferación del tráfico rodado en la Avenida del Gran Capitán hizo que la avenida fuera cada vez más destinada al transporte rodado que no al paseo. No será hasta mitad de la década de los 80, cuando tras la decisión por parte del gobierno municipal de Julio Anguita, de construir un aparcamiento subterráneo en la parte sur de la Avenida, cuando retome la función de paso que había tenido prácticamente desde su nacimiento. 
La actual configuración de la Avenida en su tramo entre la calle de Gondomar y Ronda de los Tejares se debe al año 1989 gracias a la remodelación integral que se llevó a cabo por el arquitecto Juan Serrano Muñoz. Recuperado más tarde su original uso de paseo, hoy, la Avenida del Gran Capitán se convierte en el centro comercial y social de la ciudad dando cabida al Gran Teatro, sedes de las principales instituciones locales como el Edificio del Banco de España, el Edificio de Sindicatos, la Delegación de Hacienda, junto al mayor centro comercial cordobés, así como parte integrante del nuevo Vial Norte, conectando la Avenida del Gran Capitán con la Avenida del Brillante.
Durante todo el siglo XX se produce la construcción de los diferentes edificios que hoy conforman la Avenida del Gran Capitán en su primer tramo. Entre ellos destacan la construcción del edificio del Banco de España (1934), edificio de Sindicatos (años 40), edificio del Banco de Jerez, edificio del BBVA (1975), Delegación de Hacienda (1976) entre otros.
En junio de 2024 se inauguró una escultura en honor al artista Antonio Gala, quien había fallecido un año antes.

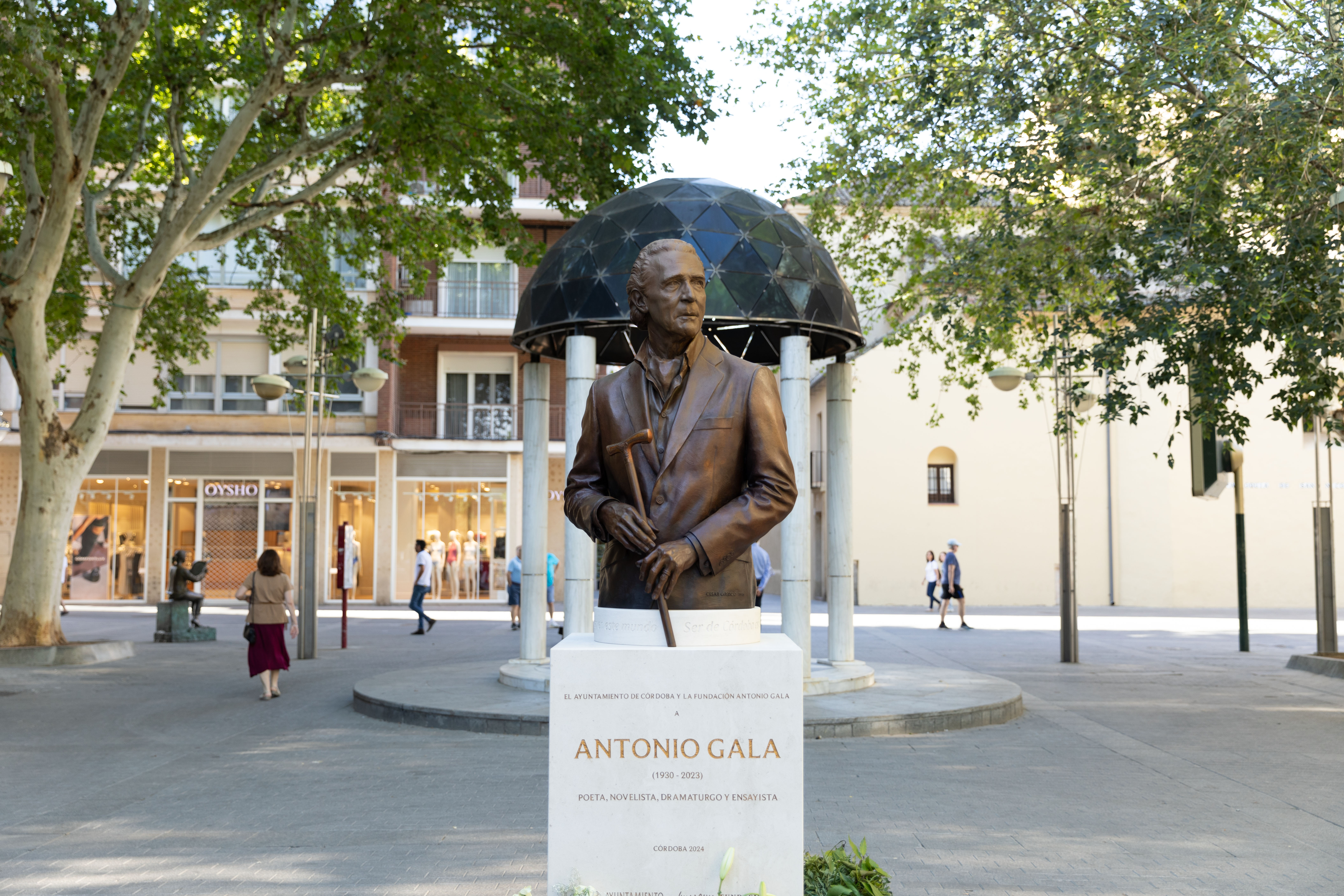
Busto de Antonio Gala, instalado en junio de 2024.

## Edificios destacables

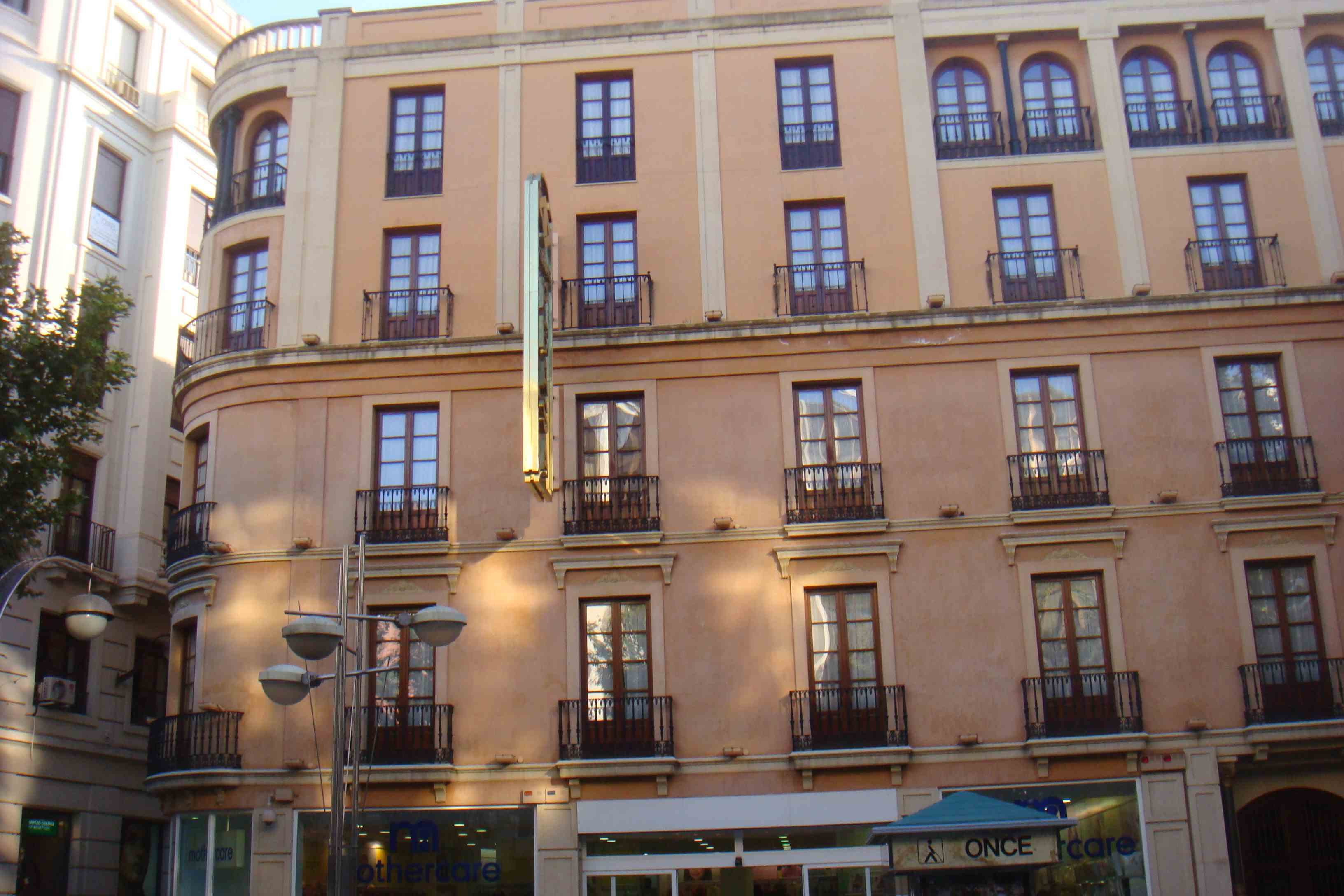
Sede Social de PRASA.
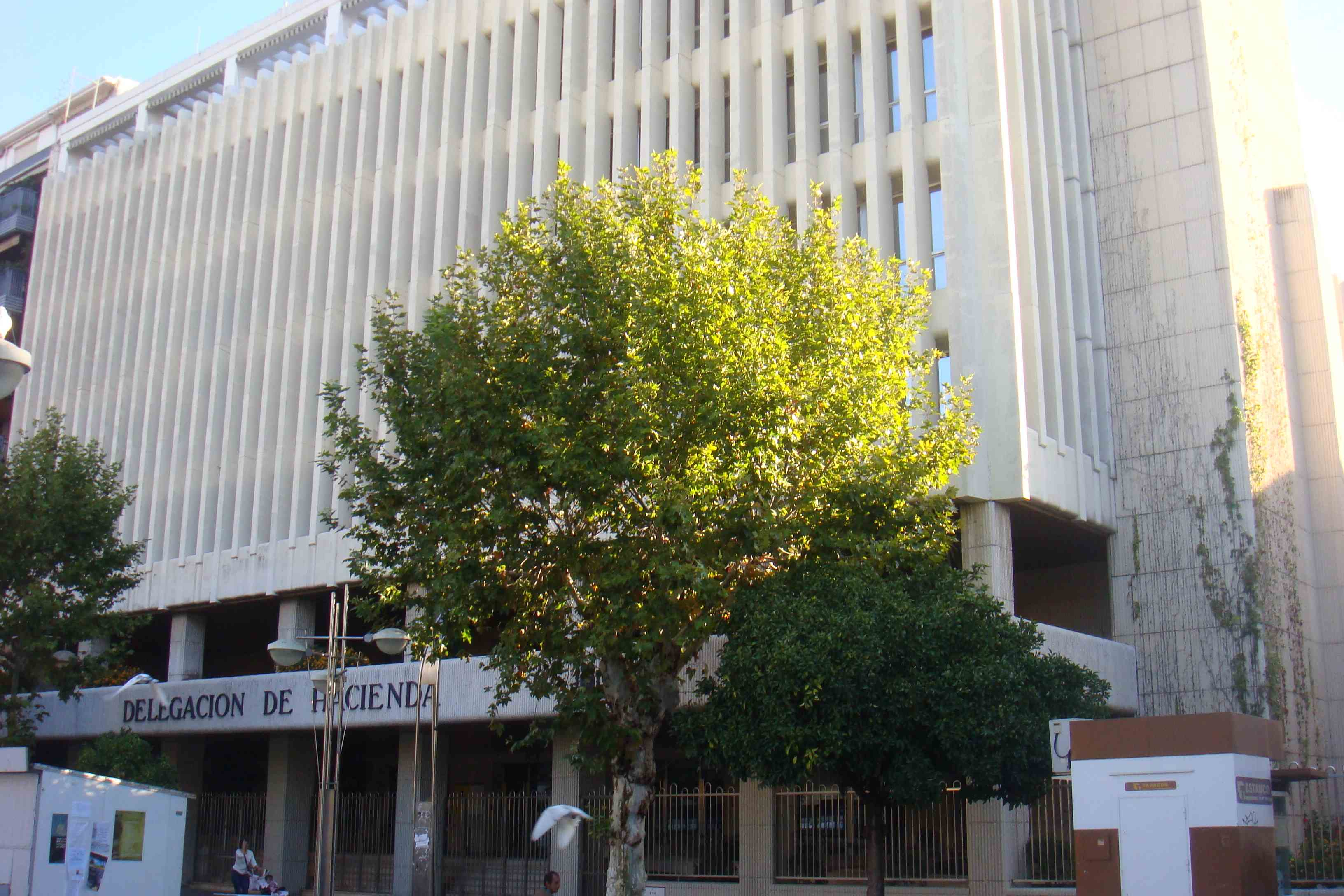
Edificio de la Delegación de Hacienda.
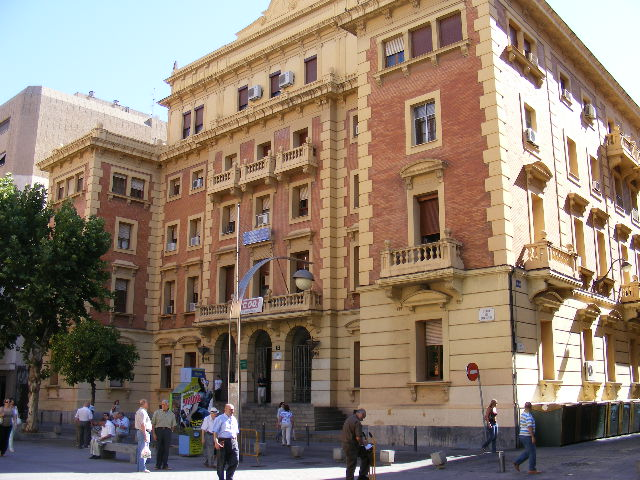
Edificio de Sindicatos.
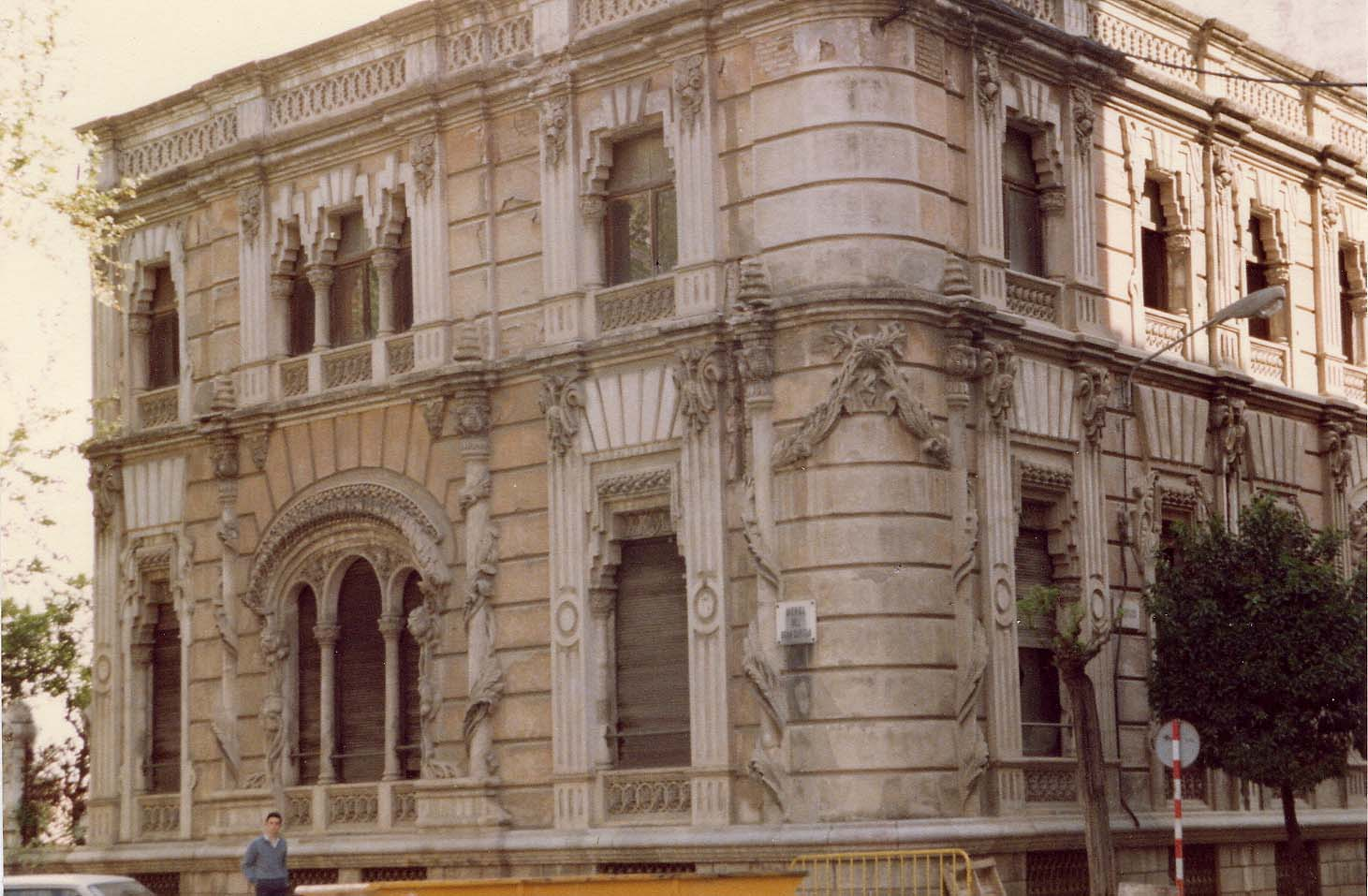
Edificio del Colegio de Arquitectos.
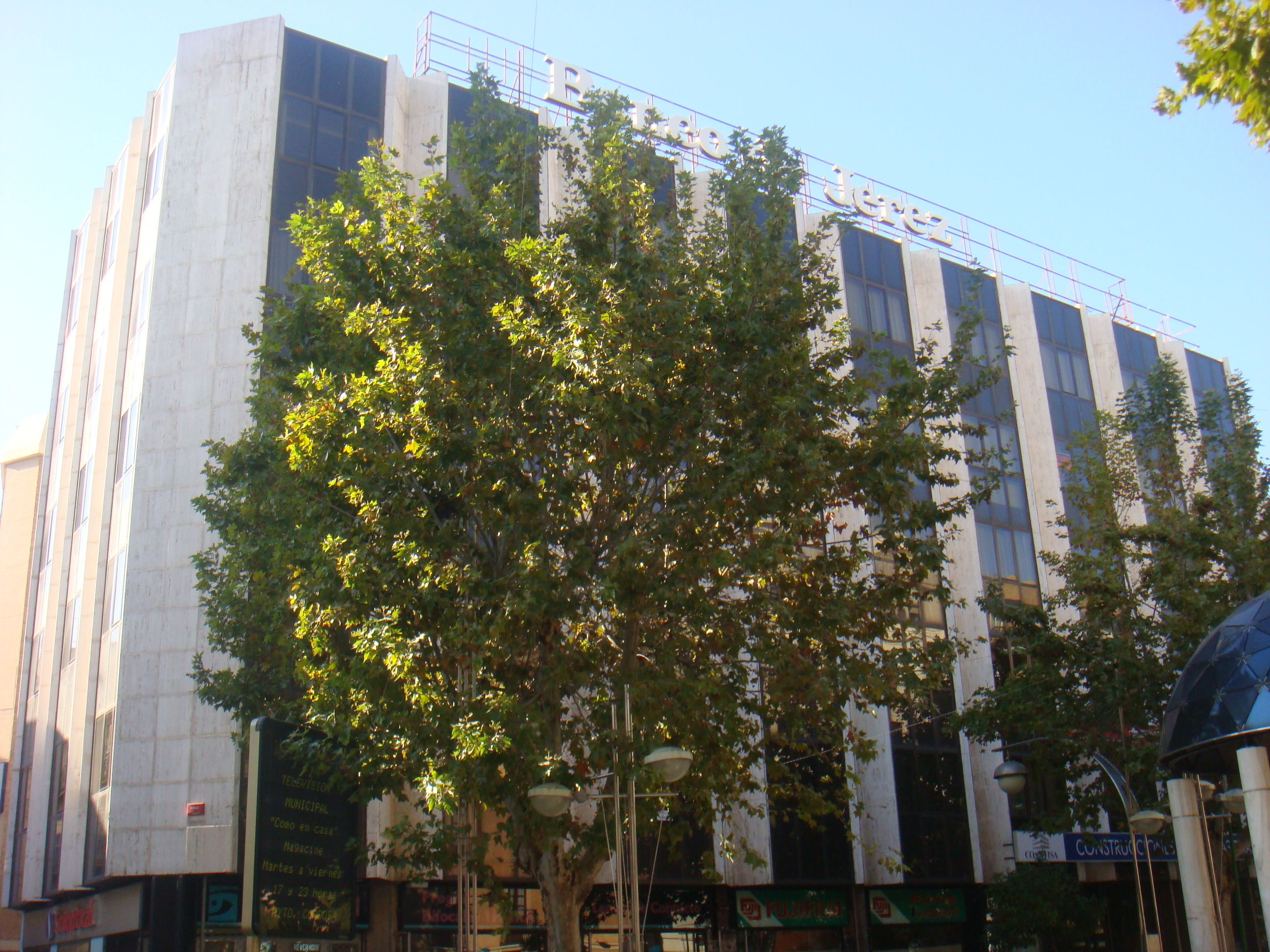
Edificio del Banco de Jerez.
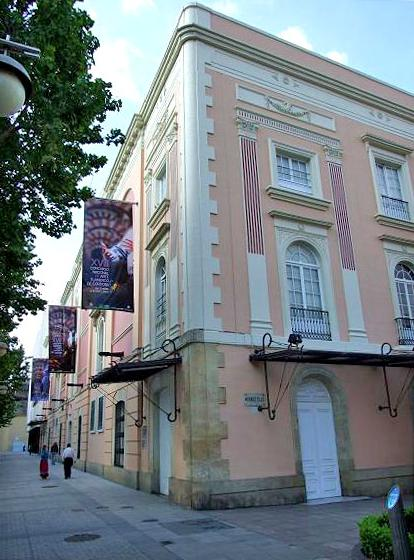
Gran Teatro de Córdoba.
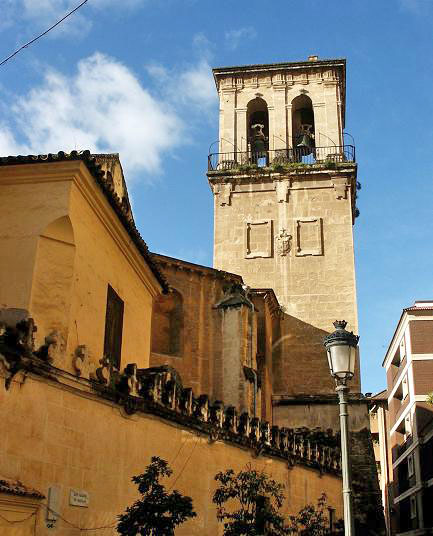
Real Colegiata de San Hipólito.